# Les Plantiers
Les Plantiers è un comune francese di 258 abitanti situato nel dipartimento del Gard, nella regione dell'Occitania.

## Società

### Evoluzione demografica
Abitanti censiti